# Chetone salvini
Chetone salvini är en fjärilsart som beskrevs av Jean Baptiste Boisduval 1870. Chetone salvini ingår i släktet Chetone och familjen björnspinnare. Inga underarter finns listade i Catalogue of Life.